# 황정욱 (축구 선수)
황정욱(2000년 3월 17일 ~ ) 은 대한민국의 축구선수로 포지션은 센터백, 스트라이커이다.

## 클럽 경력
- 황정욱 K리그 기록 – 한국프로축구연맹